# یواس‌اس اسپ (وای‌اف‌بی-۱)
یواس‌اس اسپ (وای‌اف‌بی-۱) (به انگلیسی: USS Asp (YFB-1)) یک کشتی بود که طول آن ۷۲ فوت (۲۲ متر) بود. این کشتی در سال ۱۹۰۲ ساخته شد.